# Pan American World Airways

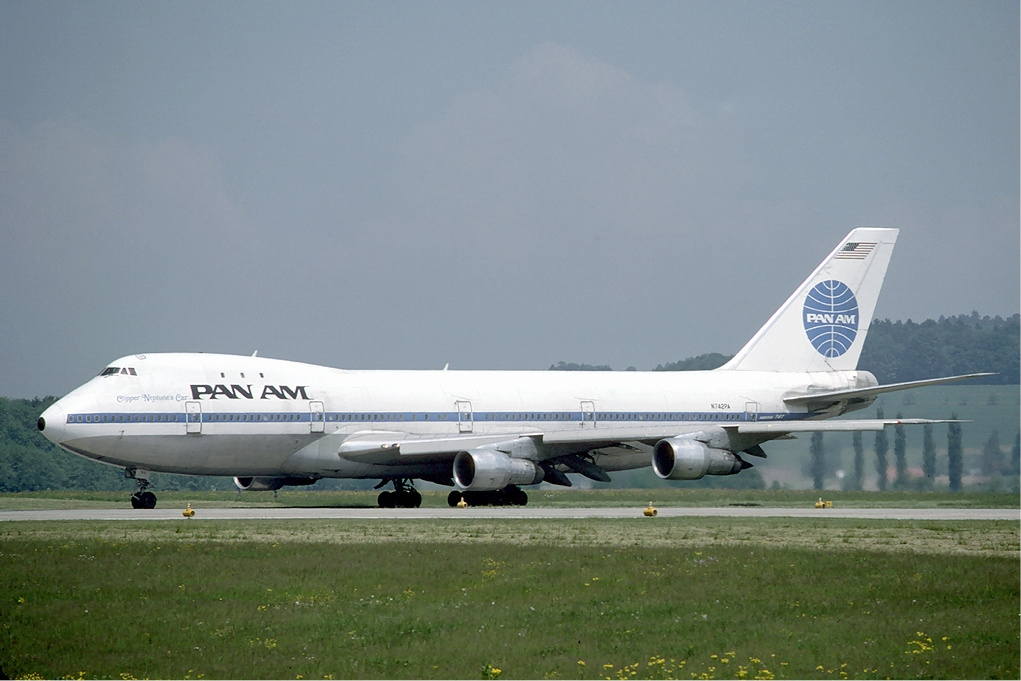
Boeing 747 al Pan American World Airways

Pan American World Airways, mai bine cunoscută sub denumirea de Pan Am, a fost principala linie aeriană internațională a Statelor Unite din anii 1930 până când a falimentat în 1991. Compania de transport aerian a fost fondată în 1927 de Juan Trippe, fost pilot în RM1. În 1929, Pan Am a pus bazele serviciului pentru pasageri către America Centrală și Caraibe. A inaugurat primele zboruri transpacifice (San Francisco-Manila) în 1936, primele zboruri transatlantice (New York-Lisabona) în 1939. Leonardo Dicaprio a interpretat rolul unui pilot al companiei Pan Am în filmul Catch Me If You Can (2002).